# Joan Monleon Novejarque
Joan Monleon Novejarque  (el Carme, Ciutat de València, 18 d'octubre de 1936 - 28 de desembre de 2009) va ser un actor, cantant i presentador de ràdio i televisió valencià. Entre els seus treballs més coneguts hi ha la seua participació en el grup de folk Els Pavesos i la presentació del programa El show de Joan Monleon a Canal Nou, des del 1989 fins al 1993.

## Biografia
Va nàixer al barri del Carme de la ciutat de València el 1936. Son pare, Miguel Monleon, que va morir quan ell tenia sis anys, era cineasta i va dirigir el 1929 una de les primeres pel·lícules del País Valencià, Mientras arden las fallas.
Joan Monleon va començar la seua carrera artística com a actor de teatre, afició que compaginava amb el treball a l'orxateria familiar. De fet, el seu iaio va ser l'inventor de l'orxata líquida. Faller i president de la falla Corretgeria-Bany dels Pavesos, als anys setanta va assolir la fama al capdavant del grup de música folk Els Pavesos, una formació satírica amb una estètica coenta que recuperava cançons del folklore valencià.
Més tard, va passar a actuar en espectacles de revista, comèdies i en més d'una vintena de pel·lícules. Va treballar amb directors com ara Vicent Escrivà (El virgo de Vicenteta, 1979), Carles Mira (Daniya, jardí de l'harem, 1988; Jalea real, 1981), Toni Canet (Amanece como puedas, 1988), Luis García Berlanga (Moros y cristianos, 1987) i Ventura Pons (La rossa del bar, 1986; Puta misèria!, 1989). Als anys huitanta participa en el primer programa de ràdio en valencià, De dalt a baix, a Radiocadena Española.
L'any 1989, quan s'iniciaven les emissions de Canal 9, la direcció de l'ens públic (amb Amadeu Fabregat al capdavant) va encarregar a Joan Monleon la presentació d'un programa de varietats a Canal 9, El show de Joan Monleon. L'espai, que combinava el gènere del concurs amb d'altres com l'entrevista, amb elements de la cultura popular valenciana, es va convertir prompte en un mite de la televisió al País Valencià. El programa es va mantenir en antena del 1989 al 1993 i va convertir Monleon en un dels rostres més populars. En esta cadena va presentar també els programes El món de Monleon (1994) i Fem un pacte (1996).
El 1994 va presentar el programa Dora, Dora a TVE. Després d'això va tornar a la ràdio, va col·laborar en diverses obres de teatre i va participar en la pel·lícula Rencor (2002).
El 2008 va ser homenatjat en el Festival de Cinema en Valencià Inquiet de Picassent, per la seua aportació cultural. A finals de 2008, i amb l'estat de salut deteriorat, va gravar junt a Lluís Fornés el Sifoner i Toni de l'Hostal la cançó Tres Províncias, una irònica cançó basada en la música de la peça d'Antonio Machín Dos Gardenias, i que va servir per a encetar el primer programa del Show de Joan Monleon el dia d'inici d'emissions de Canal 9, el 9 d'octubre de 1989.
Va morir el matí del 28 de desembre de 2009 a l'Hospital Nou d'Octubre de la ciutat de València, d'una afecció cardíaca.

## Filmografia
- El virgo de Vicenteta (1979)
- Vicenteta, està-te queta (1979)
- El vicari d'Olot (1981)
- Jalea real (1980)
- Con el culo al aire (1980)

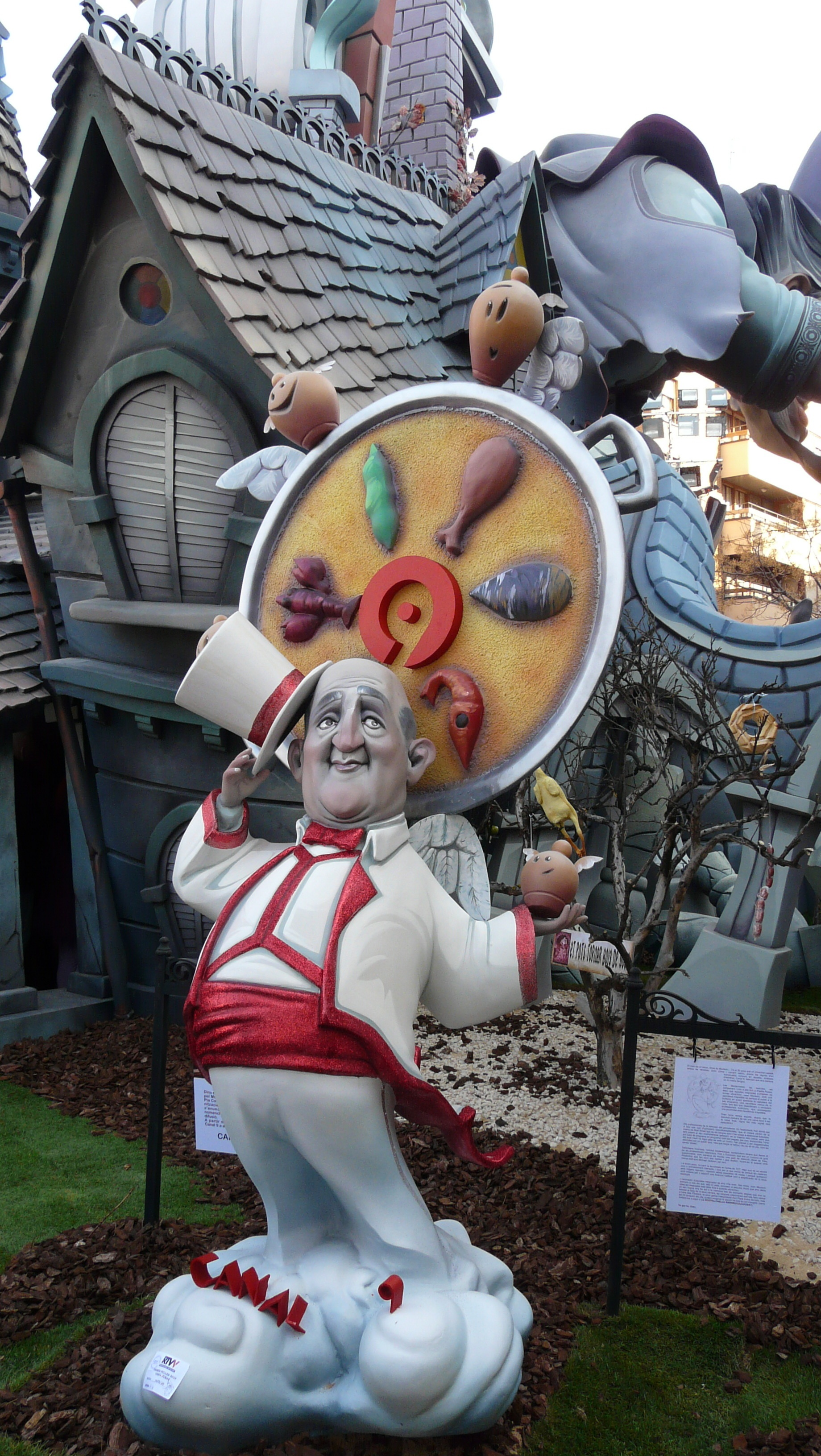
Ninot de Joan Monleon de la Falla Na Jordana de 2010.

- Las aventuras de Zipi y Zape (1981)
- Los pornoaficionados (1982)
- El fascista, doña Pura y el follón de la escultura (1983)
- Que nos quiten lo bailao (1983)
- Un geni amb l'aigua al coll (1983)
- La gran quiniela (1984)
- Un, dos, tres... ensaïmades i res més (1985)
- La rossa del bar (1985)
- Moros y cristianos (1987)
- Daniya, jardí de l'harem (1988)
- Amanece como puedas (1988)
- Puta misèria! (1989)
- Rencor (2002)